# Jeffrey Melissant
Jeffrey Melissant (* 14. August 1990 in Tilburg) ist ein niederländischer Eishockeyspieler, der seit 2018 bei den Nijmegen Devils in der belgisch-niederländischen BeNe League unter Vertrag steht.

## Karriere

### Clubs
Jeffrey Melissant begann seine Karriere als Eishockeyspieler bei den Tilburg Trappers in seiner Geburtsstadt. Zunächst spielte er in der zweiten Mannschaft, dem „Toekomstteam“ in der Eerste divisie, der zweithöchsten niederländischen Spielklasse. Bereits als 16-Jähriger debütierte er dann in der ersten Mannschaft des Klubs in der Ehrendivision. 2007 und 2008 wurde er mit dem Team aus Nordbrabant niederländischer Landesmeister und 2008 auch Pokalsieger. 2015/16 spielte er bei den Zoetermeer Panters in der neu gegründeten belgisch-niederländischen BeNe League. Nach einer kurzzeitigen Rückkehr nach Tilburg spielt er von 2016 bis 2018 bei Hijs Hokij Den Haag ebenfalls in der BeNe League. 2018 konnte er mit dem Team die BeNe League und die niederländische Meisterschaft gewinnen. Anschließend wechselte er zum Ligakonkurrenten Nijmegen Devils.

### International
Melissant nahm mit der niederländischen Mannschaft bei den U18-Weltmeisterschaften 2007 in der Division II und 2008 in der Division I sowie bei den U20-Weltmeisterschaften 2009 und 2010 jeweils in der Division II teil.
Mit der Herren-Nationalmannschaft seines Landes nahm er erstmals an der Weltmeisterschaft 2016 in der Division II teil, wobei der Aufstieg in die Division I gelang. Dort spielte er dann bei der Weltmeisterschaft 2017.

## Erfolge und Auszeichnungen
- 2007 Niederländischer Meister mit den Tilburg Trappers
- 2007 Aufstieg in die Division I bei der U18-Weltmeisterschaft der Division II, Gruppe A
- 2008 Niederländischer Meister und Pokalsieger mit den Tilburg Trappers
- 2013 Niederländischer Pokalsieger mit den Tilburg Trappers
- 2014 Niederländischer Meister und Pokalsieger mit den Tilburg Trappers
- 2015 Niederländischer Meister und Pokalsieger mit den Tilburg Trappers
- 2016 Aufstieg in die Division I, Gruppe B, bei der Weltmeisterschaft der Division II, Gruppe A
- 2018 Gewinn der BeNe League mit Hijs Hokij Den Haag
- 2018 Niederländischer Meister mit Hijs Hokij den Haag

## Statistik
(Stand: Ende der Spielzeit 2017/18)